# MAG Architekci
MAG Architekci – polska pracownia architektoniczna z Warszawy, założona w 2010 roku przez Marcina Grzyba. 
Nagradzana w krajowych i międzynarodowych konkursach architektonicznych:
- Nagroda główna ex aequo w międzynarodowym konkursie Xin Gyi Mailing River Int. Turism Resort Town, Totem Culture and Art Expo Park w Chinach w ramach konsorcjum 10 illusions[1].
- Wyróżnienie honorowe SARP w konkursie na Amfiteatr w Radomiu[2].

Wchodzi w skład międzynarodowego konsorcjum 10illusions z siedzibą w Szanghaju, Kopenhadze i Tokio.